# Yuval Ne'eman
Yuval Ne'eman (ebraică יובל נאמן (n. 14 mai 1925, Tel Aviv, Palestina sub mandat britanic – d. 26 aprilie 2006, Tel Aviv, Israel) a fost un fizician teoretician, expert în științe militare și politician israelian.
În fizică este cunoscut prin clasificarea hadronilor pe baza simetriei SU(3), propusă în mod independent și de Murray Gell-Mann și George Zweig (1964), cunoscută sub denumirea calea octuplă.